# Song Ji-hyun
Song Ji-hyun   (23 de gener de 1969) és una ex-jugadora d'handbol sud-coreana que va competir durant la dècada de 1980.
El 1988 va prendre part en els Jocs Olímpics de Seül, on guanyà la medalla d'or en la competició d'handbol.